# نوردگوو
نوردگوو (به هلندی: Noordgouwe) یک منطقهٔ مسکونی در هلند است که در اسخائن-دایفه‌لاند واقع شده‌است. نوردگوو ۷۵۹ نفر جمعیت دارد.